# Anisopodus prolixus
Anisopodus prolixus är en skalbaggsart som först beskrevs av Wilhelm Ferdinand Erichson 1847.  Anisopodus prolixus ingår i släktet Anisopodus och familjen långhorningar. Inga underarter finns listade i Catalogue of Life.